# Pseudovolucella
Pseudovolucella là một chi ruồi trong họ Syrphidae.